# Barry Clark Barish
Barry Clark Barish (Omaha, 27 gennaio 1936) è un fisico sperimentale statunitense specializzato in fisica della gravitazione e fisica delle particelle.
Il 3 ottobre 2017 ha conseguito il Premio Nobel per la fisica, insieme a Rainer Weiss e Kip Thorne, per la scoperta delle onde gravitazionali.

## Biografia
Barry C. Barish nasce a Omaha, Nebraska, cresciuto nella California meridionale e frequentò la scuola superiore di Los Angeles. Conseguì il B.A. nella fisica (1957) e il dottorato di ricerca in fisica sperimentale ad alta energia (1962) presso l'Università della California - Berkeley. È entrato a far parte del Caltech nel 1963.
Barish è diventato il principale investigatore del Laser Interferometer Gravitational-Wave Observatory (LIGO) nel 1994 e direttore nel 1997. Ha creato la LIGO Scientific Collaboration, che ora conta più di 1000 collaboratori in tutto il mondo. È membro del comitato scientifico del Gran Sasso Science Institute dell'Aquila.